# Cybister explanatus
Cybister explanatus, conocida comúnmente como cucaracha de agua, es una especie de escarabajo del género Cybister, familia Dytiscidae. Fue descrita científicamente por John Lawrence LeConte en 1852.

## Distribución geográfica
Habita en América Media y América del Norte.

## Uso como alimento
Todos los estados de desarrollo de este insecto, especialmente, los adultos son comestibles, y se comen asados y como relleno de tacos en México.